# 约克·拉雷塞
约克·布鲁诺·拉雷塞（英語：York Bruno Larese，1938年7月18日—2016年2月6日），美国NBA联盟前职业篮球运动员。他在1961年的NBA选秀中第2轮第20顺位被芝加哥包装工选中。